# Septimius Antiochus
Septimius Antiochus († nach 273) war kurzzeitig römischer Usurpator in Syrien.
Im Jahr 272 hatte der römische Kaiser Aurelian das Sonderreich von Palmyra besiegt; der Gegenkaiser Vaballathus und seine Mutter Zenobia gerieten in römische Gefangenschaft. Nach Zosimos brach ein Jahr später in Palmyra eine Rebellion gegen die römische Herrschaft aus, in deren Verlauf Antiochus, vermutlich der Vater (oder ein Sohn?) Zenobias, auf Betreiben eines Apsaeus zum Augustus ausgerufen wurde. Der Aufstand wurde von Marcellinus an Aurelian verraten und von kaisertreuen Truppen niedergeschlagen. Der Kaiser schonte angeblich das Leben des Usurpators.